# Dispensario Central Antituberculoso
El Dispensario Central Antituberculoso, o simplemente Dispensario Antituberculoso, es un equipamiento sanitario ubicado en el Raval de Barcelona. El edificio, considerado uno de los máximos hitos de la arquitectura racionalista española, está catalogado como Bien de Interés Cultural. 

## Historia
En 1934 el Departamento de Sanidad y Asistencia Social de la Generalidad de Cataluña encargó a Josep Lluís Sert, Joan Baptista Subirana y Josep Torres Clavé, arquitectos miembros del GATCPAC, un proyecto de dispensario central antituberculoso, dentro de la política de socialización hospitalaria del gobierno republicano. El edificio se terminó durante la guerra civil española, entre 1936 y 1938 (la fecha varía según las fuentes).
En 1982 el Departamento de Salud de la Generalidad encargó a los arquitectos Mario Luis Corea, Edgardo Mannino, Raimon Torres y Francisco Gallardo la rehabilitación del recinto. Posteriormente, en 1990, el Instituto Catalán de la Salud encargó un nuevo proyecto a Corea, Mannino y Francisco Gallardo, para transformar el conjunto en un Centro de Atención Primaria. Las obras se ejecutaron entre 1992 y 1994.
En la actualidad el edificio acoge el Centro de Atención Primaria Dr. Lluís Sayé.